# Al-Kurajjat (Jordania)
Al-Kurajjat – wieś w Jordanii, w muhafazie Madaba. W 2015 roku liczyła 264 mieszkańców.